# Lance Rouge
Lance Rouge est un personnage de la Bande Dessinée en français Elfquest La Fantastique Quête Des Elfes, dessinée par Wendy et Richard Pini éditée par Goupil éditeur. 

## Histoire
Lance Rouge  est un des personnages des Maîtres Loups, un des jeunes qui ont repris leur communauté en main.
Il est le meilleur chasseur de la tribu, il est uni avec Perle de Nuit. Il est celui que Fine Lame doit délivrer. Lui et Perle de Nuit forment le couple doux dans la tribu qui se bat pour survivre.